# Nopți în Harlem
Nopți în Harlem (titlu original: Harlem Nights) este un film american de blaxploitation de crimă de comedie dramatică din 1989, scris și regizat de Eddie Murphy care interpretează și rolul principal. Filmul îi are în distribuție și pe Richard Pryor, Redd Foxx⁠(d) (la ultima sa apariție cinematografică înainte de moartea sa în 1991), Danny Aiello, Michael Lerner, Della Reese⁠(d) și fratele mai mare al lui Murphy, Charlie. Filmul a fost lansat în cinematografe la 17 noiembrie 1989 de Paramount Pictures. Filmul spune povestea lui „Sugar” Ray și Vernest „Quick” Brown care formează o echipă care conduce un club de noapte din Harlem la sfârșitul anilor 1930, în timp ce se luptă cu gangsteri locali și polițiști corupți.
Nopți în Harlem este, în prezent, singurul efort regizoral al lui Eddie Murphy (care a declarat că nu va mai regiza niciodată). Întotdeauna și-a dorit să regizeze și să joace într-o dramă istorică, precum și să lucreze cu Pryor, pe care îl considera cea mai mare influență a sa în stand-up comedie. Recenzorii au criticat filmul, Gene Siskel și Roger Ebert considerând Harlem Nights unul dintre cele mai proaste filme din 1989. La cea de-a zecea ediție a premiilor Zmeura de Aur, Murphy a câștigat Zmeura de Aur pentru cel mai prost scenariu.
Cu toate că a avut o deschidere puternică, filmul cu un buget de 30 de milioane de dolari americani a fost o dezamăgire la box office, încasând 60,86 milioane de dolari pe plan intern și 95 de milioane de dolari la nivel mondial, aproximativ jumătate din încasările anterioare ale lui Murphy.

## Rezumat
În 1918, în Harlem, un mic operator de jocuri de noroc, Sugar Ray, este aproape ucis de un jucător ghinionist furios, dar un băiat de șapte ani Vernest Brown, îl împușcă pe jucătorul furios în cap. Aflând că Vernest este orfan, Ray decide să-l crească pe băiat ca pe fiul său.
În 1938, acum bogații Ray și Vernest - cunoscut sub numele de Quick - conduc clubul de înaltă clasă „Club Sugar Ray”, cu jocuri de noroc și sală de dans în față și cu un bordel în spate. Succesul clubului subminează afacerile gangsterului alb nemilos Bugsy Calhoune. Hotărât să-și elimine competiția, el îl trimite pe sergentul de poliție corupt și rasist Phil Cantone să ceară ca plată majoritatea câștigurilor clubului în fiecare săptămână. Știind că nu poate supraviețui, Ray insistă să se mute în alt oraș, dar Quick este dornic de ripostă. Ray îl ceartă pe Quick pentru imaturitatea lui nesăbuită, avertizând că va fi ucis provocându-l pe puternicul Calhoune. În schimb, Ray sugerează un plan care va aduce fiecăruia dintre prietenii săi câte 50.000 de dolari înainte de a se muta: în noaptea unui meci de box foarte așteptat între prietenul lor, campionul mondial la categoria grea Jack Jenkins, și Michael Kirkpatrick, echipa lui Ray va jefui case de pariuri a lui Calhoune  care va avea cel puțin 750.000 dolari în numerar. Ray și asociații săi au pariat pe Kirkpatrick, păcălindu-l pe Calhoune să creadă că l-au convins pe Jenkins să piardă lupta și să le garanteze succesul. La rândul său, Calhoune pariază 500.000 de dolari din banii săi pe Kirkpatrick.
Calhoune îl ucide pe negrul Tommy Smalls pentru deturnare de fonduri. Quick ajunge mai târziu în apartamentul lui Smalls căutând informații despre Calhoune, dar pleacă repede după ce a găsit cadavrul lui Smalls. Reggie, fratele lui Smalls, îl vede pe Quick plecând și presupune că este responsabil de crimă. Quick se întâlnește cu amanta creolă a lui Calhoune, Dominique LaRue, pentru o cină romantică, fără să știe că Calhoune o însoțește. Calhoune se oferă să-l angajeze pe Quick să-i gestioneze clubul Pitty-Pat, dar el refuză. Afară, Quick este atacat de Reggie și prietenii săi, dar reușește să-i ucidă – el presupune că au fost trimiși de Calhoune să-l asasineze. Mai târziu, Calhoune o pune pe Dominique să-l seducă pe Quick, dar Quick devine suspicios când găsește o armă a acesteia ascunsă sub o pernă de pe pat și o descarcă ca măsură de precauție. Când Dominique, fără să știe că arma nu are muniție, încearcă să tragă cu pistolul în Quick, acesta o împușcă mortal cu arma sa. Ray îl pune pe Quick să se ascundă, în timp ce Calhoune ripostează prin Cantone care îi atacă clubul și, în cele din urmă, îl arde.
Ray află că Richie Vento, omul lui Calhoune, va colecta banii din pariuri și o pune pe vechea sa prietenă, Madame Vera, să-i dea pe una dintre escortele ei, Sunshine, ca să-l seducă pe Richie. În timp ce Calhoune este distras de meciul de box, oamenii lui Ray aruncă în aer Pitty-Pat. Richie ia sacul cu bani pentru pariuri și îl pune în mașina sa alături de sacul identic al lui Sunshine. Un fals accident de mașină îi permite lui Ray și Quick, deghizați în polițiști, să intervină și să ia sacul cu bani, susținând că Sunshine este Madam Heroină și că sacul ei conține narcotice. Doi ofițeri albi sosesc, îi gonesc pe Ray și pe Quick și îi iau pe Sunshine și geanta. Cantone, care supraveghează livrarea banilor, îi urmărește pe Ray și Quick până într-o bancă dezafectată și îi confruntă. Ei dezvăluie că au anticipat implicarea lui Cantone și îl închid astfel în seiful băncii, promițându-i că îl vor elibera peste câteva zile.
Calhoune realizează că a fost păcălit, deoarece Jenkins îl învinge cu ușurință pe Kirkpatrick și se întoarce acasă furios după ce află că clubul său Pitty-Pat a fost distrus. Richie îi duce fără să vrea lui Calhoune sacul lui Sunshine, care își dă seama că Ray este în spatele planului, deoarece conține pachețele de zahăr. Vera, aparent temându-se pentru viața ei, îl vizitează pe Calhoune și îi mărturisește că Ray și Quick sunt acasă la Ray. Calhoune și oamenii lui merg acolo și sunt uciși cu toții într-o explozie.
La periferia Harlemului, Ray și Quick îi plătesc pe cei doi ofițeri albi pentru implicarea lor în plan și împart banii lui Calhoune. Considerând că nu există alt loc mai bun ca Harlem, dar știind că nu se pot întoarce aici niciodată în siguranță, Ray aruncă o ultimă privire asupra orizontului înainte de a pleca cu Quick și prietenii săi pentru a o lua de la capăt într-un alt oraș.

## Distribuție
- Eddie Murphy ca Vernest „Quick” Brown, fiul adoptiv al lui Sugar Ray, care îl ajută să-și conducă clubul.
  - Desi Arnez Hines II ca tânărul Vernest „Quick” Brown
- Richard Pryor ca „Sugar” Ray, proprietarul unui magazin de dulciuri care operează și un club de noapte ilegal după program.
- Redd Foxx⁠(d) ca Bennie „Snake Eyes” Wilson, un dealer de zaruri aproape orb.
- Danny Aiello ca sergentul Phil Cantone, un polițist corupt care lucrează pentru Bugsy Calhoun.
- Michael Lerner ca „Bugsy” Calhoun, șeful mafiei care deține majoritatea cluburilor de noapte din Harlem.
- Della Reese⁠(d) ca Vera Walker, madam la clubul lui Ray.
- Stan Shaw⁠(d) ca Jack Jenkins, actualul campion la box la categoria grea, care se bâlbâie foarte tare.
- Jasmine Guy⁠(d) ca Dominique La Rue, amanta lui Bugsy Calhoun.
- Arsenio Hall ca Reggie, fratele lui Tommy Smalls.
- Berlinda Tolbert⁠(d) ca Annie, soția lui Sugar Ray.
- Vic Polizos⁠(d) ca Richie Vento, cărăușul⁠(d) care transportă banii lui Bugsy Calhoun.
- Lela Rochon⁠(d) ca „Sunshine”, o prostituată care lucrează la clubul lui Ray.
- David Marciano⁠(d) ca Tony, unul dintre golanii lui Bugsy Calhoun.
- Thomas Mikal Ford⁠(d) ca Tommy Smalls, managerul unuia dintre cluburile lui Bugsy Calhoun.
- Carmen Filipi⁠(d) ca portar
- Miguel A. Núñez Jr.⁠(d) ca Omul cu nasul spart
- Charlie Murphy ca Jimmy
- Robin Harris⁠(d) ca Romeo
- John Kennedy Horne ca Slim, jucător de noroc

## Producție
Rolul lui Dominique La Rue, interpretat de Jasmine Guy⁠(d), a fost acordat inițial actriței Michael Michele⁠(d). Michele a fost concediată în timpul producției pentru că, potrivit lui Murphy, „nu muncea” cum trebuie. Michele l-a dat în judecată pe Murphy, spunând că, în realitate, a fost concediată pentru că a respins avansurile romantice ale lui Murphy. Murphy a negat acuzația, spunând că nu a avut niciodată o conversație privată cu ea. Procesul a fost soluționat în afara instanței pentru o sumă nedezvăluită.
„Se dovedește a fi mai plăcut decât mă așteptam”, a spus Pryor pentru Rolling Stone. „[Murphy este] suficient de înțelept încât să asculte oamenii. L-am văzut că are multă răbdare cu actorii săi. Nu este ceva greu pentru el. E foarte serios.” „Este pe acoperișul lumii și face o treabă a naibii de bună”, a fost de acord Foxx. „Cu siguranță știe cum să se ocupe de oamenii sensibili. Vine lângă tine și te îndrumă în privat – nu jenează niciodată pe nimeni”. — „Te plimbi pe aici și te uiți la oameni”, a adăugat Pryor. „Ai văzut vreodată în viața ta atât de mulți oameni de culoare pe un platou de filmări? Eu nu am mai văzut.”  
Despre primirea filmului, Murphy a spus: „Nu a fost o experiență plăcută. Am vrut doar să regizez – să văd doar dacă pot să o fac. Și am aflat că nu pot și nu o voi mai face. Și cel mai mare lucru este că nu mi-a plăcut să fac asta. Problema cu Nopți în Harlem nu a fost atât de mult regia, cât a fost scrisul, și asta pentru că am făcut-o foarte repede. Și apoi a fost dezamăgitor pentru că Richard nu a fost așa cum credeam că va fi Richard, am crezut că ar fi o chestie de colaborare în care aș ajunge să lucrez cu idolul meu și ar fi fost grozav... „Dar Richard doar venea pe platou, își spunea replica și pleca, nu era ca o chestie de colaborare.”

## Lansare

### Box office
Nopți în Harlem a fost lansat în Statele Unite ale Americii și Canada la 17 noiembrie 1989. În weekendul premierei, a avut încasări de 16,1 dolari milioane de dolari din 2.180 de cinematografe — o medie de 7.383 de dolari pe cinematograf — făcându-l filmul cu cele mai mari încasări din weekend, înaintea filmului Uite cine vorbește (8,5 milioane dolari) aflat la a șasea săptămână de la lansare și a a debutului Mica sirenă (6 milioane dolari). Astfel a fost doborât recordul pentru o deschidere brută de trei zile în perioada de dinaintea Crăciunului de sfârșit de an. În al doilea weekend, Nopți în Harlem a căzut pe locul 2 cu 11,1 dolari milioane - o scădere cu 30,8% față de săptămâna precedentă - plasându-se în spatele debutului Înapoi în viitor II (27,8 milioane dolari) și înainte de Mica sirenă (8,4 milioane dolari). Până la al treilea weekend, Nopți în Harlem a căzut pe locul 3 cu 5,2 milioane dolari, plasându-se în spatele lui Înapoi în viitor II (12,1 milioane dolari) și debutului Un Crăciun de neuitat (11,8 milioane dolari).
În total, Nopți în Harlem a încasat 60,9 milioane dolari, fiind doar al 21-lea film cu cele mai mari încasări din 1989 în SUA și Canada. Profitul filmului în afara acestor țări este necunoscut.

### Răspuns critic
Michael Wilmington a remarcat în Los Angeles Times că „designului producției îi lipsește sclipiciul. Filmului îi lipsește și Harlem-ul din afara ghetourilor, sărăcia, mizeria, durerea, umanitatea, umorul și pericolul care alimentează aceste fantezii cu mafioți”.
Atât Gene Siskel, cât și Roger Ebert au desființat filmul; a fost prezentat în emisiunea lor de recenzii „Worst of 1989”, în care Siskel a afirmat că este rasist, sexist și prost regizat, iar Ebert a fost de acord cu el, adăugând, de asemenea, că ei cred că Murphy a regizat un film doar pentru a se numi singur regizor.

## Premii și nominalizări
- Premiile Stinkers Bad Movie :
  - Cel mai prost film
- Premiul Zmeura de Aur :
  - Cel mai prost scenariu (Eddie Murphy)[20]

Nominalizări
- Premiile Oscar :
  - Premiul Oscar pentru cele mai bune costume (Joe I. Tompkins⁠(d))[21]
- Premiul Zmeura de Aur
  - Cel mai prost regizor (Eddie Murphy)[20]